# 国鉄タキ5800形貨車
国鉄タキ5800形貨車（こくてつタキ5800がたかしゃ）は、かつて日本国有鉄道（国鉄）に在籍した私有貨車（タンク車）である。

## 概要
本形式は、液化塩化ビニル専用の25t積タンク車として1957年（昭和32年）9月12日から1967年（昭和42年）6月14日にかけて12ロット29両（タキ5800 - タキ5805、タキ5808 - タキ5830）が三菱重工業（13両）、日立製作所（16両）の2社で製作された。タキ5806 - タキ5807は、なぜか欠番である。
本形式の他に液化塩化ビニルを専用種別とする形式には、タム9300形（5両）、タサ4000形（5両）、タキ5850形（55両）、タキ10150形（43両）の4形式が存在した。
落成時の所有者は日本ゼオン、三菱商事、日信化学工業、東洋曹達工業（現在の東ソー）、信越化学工業の5社である。1971年（昭和46年）12月17日に日信化学工業所有車10両（タキ5809 - タキ5818）が信越化学工業へ名義変更された。1978年（昭和53年）9月26日に信越化学工業所有車6両（タキ5825 - タキ5830）が日本陸運産業（現在の日陸）へ名義変更された。
タンク体には「連結注意」が標記され、1979年（昭和54年）10月からは化成品分類番号「燃(G)23」（燃焼性の物質、高圧ガス、高圧ガス、可燃性のもの）も合わせて標記された。
塗装は高圧ガス取締法（当時）による規定で、LPガスボンベと同様のねずみ色1号である。荷役方式は上入れ・上出し式である。
寸法関係は全長は13,000mm、全幅は2,400mm、全高は3,850mm、台車中心間距離は8,900mm、実容積は30.7m3、自重は23.9t - 24.4t、換算両数は積車5.0、空車2.4であり、台車はベッテンドルフ式のTR41Cである。
1985年（昭和60年）11月22日に最後まで在籍した1両（タキ5821）が廃車となり同時に形式消滅となった。

### 年度別製造数
各年度による製造会社と両数、所有者（落成時の社名）は次のとおりである。
- 昭和32年度 - 6両
  - 三菱重工業 2両 日本ゼオン（タキ5800 - タキ5801）
  - 三菱重工業 3両 日本ゼオン（タキ5802 - タキ5804）
  - 三菱重工業 1両 日本ゼオン（タキ5805）
- 昭和34年度 - 1両
  - 三菱重工業 1両 三菱商事（タキ5808）
- 昭和38年度 - 3両
  - 三菱重工業 3両 日信化学工業（タキ5809 - タキ5811）
- 昭和39年度 - 3両
  - 三菱重工業 3両 日信化学工業（タキ5812 - タキ5814）
- 昭和41年度 - 10両
  - 日立製作所 3両 日信化学工業（タキ5815 - タキ5817）
  - 日立製作所 1両 日信化学工業（タキ5818）
  - 日立製作所 1両 東洋曹達工業（タキ5819）
  - 日立製作所 2両 東洋曹達工業（タキ5820 - タキ5821）
  - 日立製作所 3両 信越化学工業（タキ5822 - タキ5824）
- 昭和42年度 - 6両
  - 日立製作所 6両 信越化学工業（タキ5825 - タキ5830）